# Promile (hudební skupina)
Promile jest česká kapela, která se začala utvářet na podzim roku 2000. Skupina prošla vývojem a její styl bývá charakterizován jako punk-metal. Název použitý z označení "jedné desetiny procenta" - tato jednotka bývá nejčastěji užívána při měření alkoholu v krvi.

## O kapele
Myšlenku o hudebním tělese začali od září 2000 realizovat Jan Bartoš (baskytara), Petr Sedmák (kytara) a Aleš Zeman (bicí) a to odhodláni hrát rockovou hudbu a výhradně vlastní tvorby. Od začátku roku 2001 se po výměně bubeníků ukotvil v kapele David Paseka (bicí). V roce 2002 je v sestavě BARTOŠ/SEDMÁK/HORNÝŠ/PASEKA natočena první studiová nahrávka – EP STARÁ VRÁNOVÁ. V roce 2003 funguje na postu druhého kytaristy (namísto Michala Hornýše) již Radim Linhart a je zaznamenána další studiová nahrávka. Nejprve píseň Buran city, která byla umístěna na kompilaci AROMATICKÝ PACHKOKTEJL NO.2. A ještě téhož roku skupina natáčí CD TĚHOTNÝ CHLAPI. Dne 25. září 2003 se uskutečnil vydařený křest v pardubickém klubu Ponorka. Kmotrem CD se stal Tonda Rauer (Alkehol, Harlej). Na začátku roku 2004 se odehrávají zásadní změny. V kapele již nepůsobí Petr Sedmák a David Paseka (který opouští skupinu ze zdravotních důvodů). Na jejich místa nastupují Jiří Rain (kytara) a Martin Pěkný (bicí). V obměněné sestavě funguje skupina až do konce roku 2005, kdy se udála ještě výměna na postu kytaristy. Za Jiřího Raina nastupuje Tomáš Linhart. V dubnu 2006 došlo k natočení nového EP s názvem PODIVNEJ SEN (jako hosté se na tomto albu objevují Zdeněk Mašek a Hanz Hlubocký ze skupiny Volant). Krátce poté kapela postoupí ještě záměnu bubeníků, za Martina Pěkného nastupuje do kapely Petr Kocek.
V roce 2007 vyšlo u Cecek Records nové CD Thrash PONK Punk (zde se jako exklusivní host objevuje Štěpán Málek z legendárních N.V.Ú.). O dva roky později natáčí skupina hymnu hokejbalovému týmu JEŽCI HEŘMANŮV MĚSTEC a ti (možná i s její pomocí) vyhrávají v sezoně 2010/2011 mistrovský titul. V roce 2010 začínají pomalu a jistě práce na novém albu. Na podzim tohoto roku však začíná menší rekapitulace, jelikož skupina slaví 10 let existence. Za oněch 10 let se podařilo skupině natočit dvě dlouhohrající CDčka, odehrát téměř 300 akcí, hrát společně např. s KONFLIKT, N.V.Ú., TOTÁLNÍ NASAZENÍ, VOLANT, DEBUSTROL a zúčastnit se takových akcích jakými jsou festivaly VOTVÍRÁK, ROCK NA VALNÍKU, ANTIFEST, LETNICE - VLČÍ HORA, POD PAROU, YANDEROV či na vyhlášeném pardubickém MAJÁLESU a dokonce i dvou ročníků vyhledávací soutěže ČESKÁ ROCKOVÁ LIGA.

## Alba
- Stará Vránová (EP) - 2002
- Buran city (singl) - 2003
- Těhotný chlapi - 2003
- Podivnej sen (EP) - 2006
- Thrash ponk punk - 2007
- Hymna Ježků (singl) - 2009
- HOHEHO: Pošli to dál - 2015
- Živě z karantény 2021 - 2022

## Členové kapely
- Jan BART Bartoš - basa, zpěv, sbory
- Tomáš BOGAS Linhart - kytara, sbory
- Jan CIHLA Sýkora - bicí

## Oficiální web
- Oficiální web kapely Archivováno 28. 1. 2011 na Wayback Machine.
- Profil kapely na Bandzone.cz
- Rozhovor pro hudební portál Rockmag
- Recenze na CD Thrash ponk punk na hudebním portálu Rockmag
- Recenze na CD Thrash ponk punk na hudebním portálu Muzikus
- Recenze Archivováno 21. 9. 2011 na Wayback Machine. na CD Thrash ponk punk na hudebním portálu Rockshock